# Сентябрьская революция
Сентябрьская революция — термин российских историков для восстания 3 — 4 сентября 1870 года, окончательно упразднившего монархию во Франции, в частности Вторую империю Наполеона III, и учредившего Третью республику. Хотя во французской исторической классификации такой термин не используется, термин «революция» (фр.  révolution) применительно к этим событиям всё же употребляется.

## Кризис режима Наполеона III
В конце 1860-х годов режим Наполеона III претерпевал кризис. Рабочий класс численно намного вырос, но его положение оставалось тяжёлым, закон 1848 г., определивший максимальный рабочий день в 10—11 часов, затем поднявший норму до 12 часов, никогда не имел практического применения. Боясь потерять всякую опору в народе, Наполеон стал делать некоторые уступки либералам, например, в 1868 г. предварительная цензура была заменена карательной, были разрешены предвыборные собрания.
Отчасти для того, чтобы отвлечь общественное внимание от внутренних неурядиц, отчасти в надежде военными лаврами покрыть поражения в мексиканском, люксембургском и др. вопросах, Наполеон проводил агрессивную политику по отношению к Пруссии, окончившуюся войной. Война ярко обнаружила всю хрупкость империи; с самого же начала она приняла крайне неблагоприятный оборот, и 2 сентября 1870 г. сам Наполеон с целой армией сдался в плен прусским войскам.

## События 3—4 сентября 1870 года
Когда известие об этом пришло в Париж, оно вызвало там взрыв негодования. 3 сентября на улицы Парижа вышли толпы рабочих, требующие низложения Наполеона III. В ночном заседании законодательного корпуса 3—4 сентября Фавр предложил провозгласить низложение императора и избрать временное правительство.
Утром 4 сентября под влиянием бланкистов, опасавшихся того, что депутаты ограничатся заменой Наполеона и сохранят монархию, народ ворвался в палату, и Гамбетта от имени народного представительства объявил, «что Луи Наполеон Бонапарт и его династия перестали царствовать во Франции». В городской мэрии той же толпой была провозглашена республика и сформировано временное «правительство народной обороны», в которое вошли все депутаты Парижа (Араго, Кремьё, Ферри, Фавр, Гамбетта, Гарнье-Пажес, Пелльтан, Пикар, Ж. Симон, позднее Рошфор и некоторые др.). Одновременно подобные события произошли в Лионе, Марселе, Бордо и других городах, где также была провозглашена республика.

## Дальнейшие события
В результате проведённых в феврале 1871 года выборов монархисты, поддержанные крестьянством, получили большинство (Трошю). В дальнейшем власть в Париже снова перешла в руки республиканцев (Парижская коммуна). После подавления Парижской коммуны 28 мая 1871 года монархия так и не была восстановлена. 31 августа 1871 г. национальное собрание заменило титул «главы исполнительной власти» титулом президента республики и определило срок его полномочий (3 года).

## Значение
Сентябрьская революция была четвёртой по счёту буржуазной революцией во Франции, но именно она окончательно ликвидировала монархию. Режим, сложившийся после революции, обычно называют Третьей республикой.